# Шторк, Ирина
Ирина Шторк (эст. Irina Štork; род. 7 апреля 1993 года в Таллине, Эстония) — эстонская фигуристка, выступающая в танцах на льду. С партнёром Таави Рандом, они — пятикратные чемпионы Эстонии. По состоянию на 1 февраля 2015 года занимают 37-е место в рейтинге Международного союза конькобежцев (ИСУ).

## Карьера
Для Ирины Шторк и Таави Ранда первым международным «взрослым» турниром в котором они приняли участие стала Олимпиада 2010 года. Это связано с тем, что Кэйтлин Мэлори, партнёрше в паре Кэйтлин Мэлори и Кристиан Ранд (Кристиан — старший брат Таави), не было предоставлено эстонское гражданство и пара не смогла выступить на Играх. До Олимпиады, пара Шторк и Ранд участвовала лишь в юниорских соревнованиях, показывая скромные результаты. Они были 22-ми на двух чемпионатах мира среди юниоров (в 2007 и 2008 годах), а в сезоне 2008—2009 не выступали вместе (Таави Ранд катался с другой партнёршей — Кристиной Ваха).
На Играх в Ванкувере Шторк и Ранд заняли последнее, 23-е место. На чемпионате мира среди юниоров в том же году были 28-ми.
В сезоне 2010—2011 пара с тренером переехала в Москву для работы в группе Елены Кустаровой. В этом же сезоне пришли первые, относительные, успехи — на чемпионате мира среди юниоров 2011 года Шторк и Ранд вошли в десятку лучших, а в следующем сезоне стали 14-ми на чемпионате Европы.
В конце 2013 года на турнире в Германии боролась с партнёром за право выступать на Фигурное катание на зимних Олимпийских играх 2014 — танцы на льду, однако у их пары не было шансов.

## Спортивные достижения

### Результаты после 2012 года
(с Т.Рандом)
| Соревнования       | 2012—2013 | 2013—2014 | 2014—2015 |
| ------------------ | --------- | --------- | --------- |
| Чемпионаты мира    | 25        |           | 23        |
| Чемпионаты Европы  | 11        | 14        | 13        |
| Nebelhorn Trophy   |           |           |           |
| Finlandia Trophy   | 5         | 6         |           |
| Кубок Ниццы        | 3         |           |           |
| Icechallenge       | 6         |           |           |
| Кубок Вольво       | 2         | 5         |           |
| Кубок Украины      |           | 2         |           |
| Кубок Нестле       |           |           | 5         |
| Чемпионаты Эстонии | 1         |           | 1         |

### Результаты до 2012 года
(с Т.Рандом)
| Соревнования                              | 2004—2005 | 2005—2006 | 2006—2007 | 2007—2008 | 2009—2010 | 2010—2011 | 2011—2012 |
| ----------------------------------------- | --------- | --------- | --------- | --------- | --------- | --------- | --------- |
| Зимние Олимпийские игры                   |           |           |           |           | 23        |           |           |
| Чемпионаты мира                           |           |           |           |           |           |           | 22        |
| Чемпионаты Европы                         |           |           |           |           |           | 21        | 14        |
| Чемпионаты мира среди юниоров             |           |           | 22        | 22        | 28        | 10        | 11        |
| Чемпионаты Эстонии                        | 3J.       | 3         | 1J.       | 1J.       | 1         | 1         | 1         |
| Этапы юниорского Гран-при, Румыния        |           |           |           |           |           |           | 7         |
| Этапы юниорского Гран-при, Великобритания |           |           |           |           |           | 6         |           |
| Этапы юниорского Гран-при, Германия       |           |           |           |           | 17        |           |           |
| Этапы юниорского Гран-при, Венгрия        |           |           |           |           | 18        |           |           |
| Этапы юниорского Гран-при, Эстония        |           |           |           | 10        |           |           | 2         |
| Этапы юниорского Гран-при, Австрия        |           |           |           | 10        |           | 8         |           |
| Этапы юниорского Гран-при, Чехия          |           |           | 11        |           |           |           |           |
| Этапы юниорского Гран-при, Норвегия       |           |           | 13        |           |           |           |           |
| NRW Trophy                                |           |           |           |           | 9J.       |           |           |
| Мемориал Павла Романа                     |           | 1N.       |           |           |           |           |           |

- N = уровень «новички»; J = юниорский уровень